# Marion Jones (atlete)
Marion Lois Jones (Los Angeles, 12 oktober 1975) is een voormalige Amerikaanse atlete, die gespecialiseerd was in de sprint en het verspringen.
Zij was de grote ster bij de atletiek voor vrouwen tijdens de Olympische Zomerspelen 2000 in Sydney. Jones won daar drie maal goud, op de 100 m, 200 m en met de 4 x 400 m estafetteploeg. Ook haalde ze brons bij het verspringen en de 4 x 100 m estafette. Jones moest haar drie gouden en twee bronzen plakken inleveren na dopingbekentenissen.
Tijdens wereldkampioenschappen won Jones viermaal goud. Op de wereldkampioenschappen van 1997 won zij de 100 en 4 x 100 m, op de WK van 1999 de 100 m en op de WK van 2001 de 200 m.
In 2006 werd zij voorlopig geschorst, omdat bij een dopingcontrole sporen van epo waren gevonden, maar de contra-expertise bevestigde dit niet. Een jaar later gaf zij in een rechtszaak toe doping gebruikt te hebben, waarop zij haar atletiekcarrière beëindigde. Los daarvan werd zij eind november 2007 door de IAAF voor twee jaar geschorst.

## Biografie

### Jeugd
Jones' vader verliet de familie, toen Marion twee jaar oud was. Haar moeder hertrouwde met Ira Toler, toen Jones vijf jaar oud was, om haar een vaderfiguur te geven. Tragisch genoeg stierf deze man zeven jaar later. Jones uitte haar woedde op de baan. In 1991, toen ze vijftien jaar oud was, liep ze de 200 m in 22,87 s en daarmee brak ze het nationale highschool-record. Later dat jaar bij de TAC Nationals plaatste ze zich als vierde op de 200 m en als achtste op de 100 m. Coaches waren onder de indruk van haar potentie en namen contact met haar op. De moeder van Jones huurde vervolgens Elliott Mason in als privécoach.

### Basketbal
Jones' toekomst werd riskant, toen ze verzuimde voor een willekeurige dopingtest te verschijnen. Het schijnt zo te zijn dat de brief die haar over de test moest informeren, nooit bij haar is aangekomen. Jones werd vervolgens voor vier jaar uit de atletieksport verbannen. Haar moeder huurde advocaat Johnnie Cochran in en hij vocht succesvol voor haar herstel. Het kwam voor Jones echter niet snel genoeg, want zij had haar aandacht verlegd naar het basketbal. Ze leidde haar highschool team, waar ze een keer 48 punten scoorde in een wedstrijd, en zo verdiende ze een studiebeurs voor de Universiteit van North Carolina. Vervolgens leidde ze haar team naar de nationale titel. Ondertussen trainde ze met haar voormalig coach Mason op de atletiekbaan voor de Olympische Spelen van 1996. De basketbalcoach op de universiteit van North Carolina overtuigde haar om het team te versterken in Colorado voor de World University Game trials. Jones brak tweemaal haar voet, een keer tijdens de trials en een keer tijdens haar herstel. Hierdoor had ze niet de mogelijkheid deel te nemen aan de Spelen van 1996.

### Atletiek

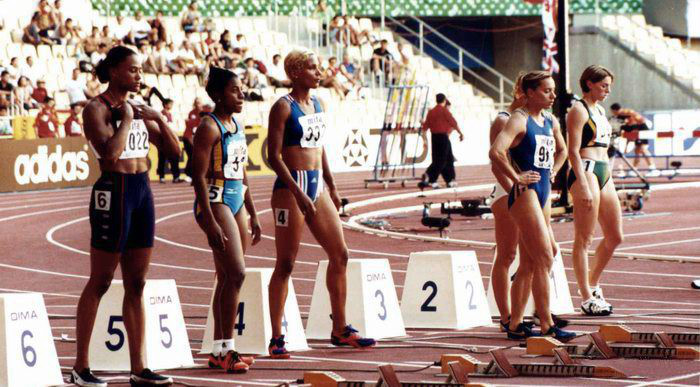
Marion Jones aan de start van de halve finale van 100 m op het WK 1999 in Sevilla

In 1997 blonk Jones uit op haar eerste belangrijke internationale wedstrijd, ze won de 100 m op de WK van 1997 in Athene. Later ontmoette Jones Cottrell J. Hunter, wereldkampioen kogelstoten en werkzaam als coach van het North Carolina track team. Ze vormden een team en begonnen te daten, terwijl op de universiteit een verbod gold op relaties tussen een coach en een atleet. Uiteindelijk dwong hoofdcoach Dennis Craddock Hunter ertoe om een keuze te maken: het team of Jones. Hij koos voor Jones en ze trouwden in 1998. Hunter had twee kinderen uit een vorig huwelijk, was zeven jaar ouder dan Jones en stond bekend als afstandelijk en teruggetrokken. Jones, aan de andere kant, is warm en toegankelijk. Hunter overtuigde Jones ervan om haar atletiekcarrière een nieuwe kans te geven. Ze gaf haar verkiesbaarheid voor het basketbalteam op en begon weer te sprinten. Op de nationale kampioenschappen van 1999 won ze de 100 m en het verspringen. Op het WK van 1999 deed Jones een poging tot het winnen van vier titels, maar ze blesseerde zichzelf op de 200 m na goud op de 100 m en brons bij het verspringen.

### Sydney 2000
Jones schreef geschiedenis op de Olympische Spelen van Sydney in 2000. Ze presteerde het om drie gouden medailles te winnen op de 100 m, de 200 m en 4 x 400 m. Ook won ze tijdens die Spelen nog twee bronzen medailles, op zowel het verspringen als de 4 x 100 m. Ze was de eerste vrouw die vijf medailles won op één Spelen. Een jaar eerder had Fanny Blankers-Koen dit succes al voorspeld. Jones moest haar drie gouden en twee bronzen plakken inleveren na dopingbekentenissen.

### BALCO-affaire
Hunter trok zich terug van olympische competitie ruim een maand voor de Spelen, wegens een opspelende knie. Kort daarna werd geopenbaard dat hij had gefaald bij vier tests voor de anabole steroïde nandrolon. Hij ontkende dat hij steroïden had gebruikt en zijn voedingsdeskundige, Victor Conte, schreef de resultaten toe aan een ijzersupplement. Conte was de oprichter van 'the Bay Area Laboratory Co-Operative' (BALCO), wat sindsdien het doelwit van een federaal onderzoek was wegens het verstrekken van steroïden aan tal van atleten, tegenwoordig bekend onder de naam BALCO-affaire.

#### Scheiding en nieuwe relatie
Jones en Hunter scheidden in 2001 van elkaar. Jones kreeg vervolgens een relatie met sprinter Tim Montgomery, die het wereldrecord op de 100 m brak in 2002. Van Montgomery kreeg Jones een zoon op 28 juni 2003 die Tim Jr. werd genoemd. Montgomery, die nooit positief testte voor doping, werd beschuldigd door het U.S. Anti-Doping Agency voor het gebruiken van illegale steroïden. Dit was schijnbaar gebaseerd op een getuigenis die plaatsvond tijdens het BALCO-onderzoek. Hij riskeerde daarmee de mogelijkheid om levenslang verbannen te worden uit de atletieksport.
Daarvoor, in 2001, nam Jones deel aan de WK. Jones was kwaad toen de Oekraïense sprintster Zjanna Block haar versloeg op de 100 m, dit was voor Jones haar eerste verlies op de WK sinds zes jaar. Jones won nog wel het goud op de 200 m en op de 4 x 100 m.

#### Dalende prestatiecurve
Terwijl Jones nooit faalde bij een dopingtest en terwijl haar atletische prestaties steeds slechter werden, het tegenovergestelde van wat je zou verwachten van een atleet die prestatiebevorderende middelen zou gebruiken, kwam het wegens schuld-door-vereniging dat ze verdacht werd van het gebruik van steroïden. Haar ex-partner C.J. Hunter getuigde onder ede, dat hij haar doping had zien injecteren in haar buik in het olympisch dorp in Sydney. Haar Coach Trevor Graham was ook betrokken in de BALCO-affaire en daarbij waren ook de honkballer Barry Bonds, de sprinters Tim Montgomery, Chryste Gaines en Kelli White betrokken. Jones bleef echter alles ontkennen. Waarschijnlijk hebben de publieke beschuldigingen op haar reputatie hun tol geëist, want Jones presteerde slecht op de Olympische Spelen van 2004 in Athene, wat ze toeschreef aan vermoeidheid. Ze kwalificeerde zich voor het verspringen, maar ze trok zich terug voor de 200 m en ze kwalificeerde zich niet eens voor de 100 m.

#### Doping en financiële problemen
Op 3 december 2004 zei Victor Conte, de oprichter van BALCO, in een interview met Martin Bashin on ABC’s 20/20 dat hij Jones persoonlijk vijf verschillende illegale prestatiebevorderende middelen had toegediend tijdens en na de Spelen van Sydney in 2000. De reporters Lance Williams en Mark Fainaru-Wada schreven dat Jones verboden doping had ontvangen van BALCO met daarbij de getuigenis van haar ex-partner C.J. Hunter. Hij vertelde de reporters dat Jones lang voor de Spelen epo kreeg van haar coach Graham, die een Mexicaanse connectie had daarvoor. Later kwam Graham in contact met Conte, die hem BALCO drugs verschafte, en die hij distribueerde naar Jones en andere sprintgrootheden. Later vertelde Hunter federale onderzoekers, dat Jones op gegeven moment zelf doping ontving van Conte. Jones stopte hiermee, nadat haar coach woorden kreeg met Conte. Jones had, zoals gezegd, nooit gefaald voor een dopingtest en er werd dan ook onvoldoende bewijs gevonden om Jones te schorsen.
In mei 2005 sprak Jones uit, dat haar ultieme doel het winnen van een gouden medaille op de Olympische Spelen van 2008 was. Zeven jaar na het winnen van vijf medailles op de Spelen zat Jones echter in financiële problemen. Volgens de berichten had ze nog 2000 dollar op haar bankrekening (Los Angeles Times). Er was dan ook beslag gelegd op haar villa van 2,5 miljoen dollar in Chapel Hill, N.C., waar ze naast Michael Jordan woonde. Ze moest ook nog twee andere eigendommen verkopen, waaronder haar moeders huis, om aan geld te komen. Eens was Jones een van de eerste vrouwelijke sprinters die zich miljonair mocht noemen. In die tijd kreeg ze tussen de 70.000 en 80.000 dollar per wedstrijd plus minstens een miljoen dollar aan wedstrijdbonussen en reclame-inkomsten.
Tijdens de USA Track and Field Championships in Indianapolis op 23 juni 2006 testte Jones positief voor epo. Dit werd gemeld door The Washington Post. Jones onttrok zich van de Weltklasse Golden League wedstrijd in Zwitserland wegens persoonlijke redenen. Jones ontkende prestatiebevorderende middelen te hebben gebruikt. Ze nam advocaat Howard Jacobs in de arm, hij vertegenwoordigde tal van atleten in dopingzaken, inclusief Tim Montgomery en Floyd Landis. Op 6 september 2006 merkten Jones’ advocaten op dat haar B-staal negatief had getest, wat haar vrijsprak van het gebruik van doping.

#### Bekentenis en schorsing
Pas op 5 oktober 2007 gaf Jones voor een rechtbank in White Plains eindelijk toe tijdens haar carrière doping te hebben gebruikt. Zij verklaarde voor de rechtbank sinds 1999 van coach Graham "the clear" te hebben gekregen, een prestatiebevorderend middel, waarvan zij (naar eigen zeggen) niet wist dat het doping betrof. Dit middel werd in het inmiddels ontmantelde Balco-laboratorium gemaakt. Jones kondigde ook het onmiddellijke einde van haar atletiekcarrière aan.
Als gevolg van deze bekentenis legde de internationale atletiekfederatie IAAF haar op 23 november 2007 een schorsing van twee jaar op met terugwerkende kracht vanaf 8 oktober 2007 tot en met 7 oktober 2009. Tevens werd bepaald, dat Jones alle medailles moest inleveren die zij vanaf 1 september 2000 had behaald. Ook moest zij haar gewonnen prijzengeld over deze periode teruggeven. Naar verluidt ging het om een totaalbedrag van meer dan honderdduizend euro.
Het IOC besloot op 12 december 2007 op advies van de IAAF al haar olympische medailles te ontnemen en haar prestaties te schrappen. Hierdoor ging het olympisch goud op de 100 m naar de Griekse Ekateríni Thánou, die in 2004 in opspraak kwam, toen zij en haar landgenoot Konstantinos Kenteris vlak voor de Spelen een dopingcontrole miste.
Op 11 januari 2008 werd Marion Jones tot zes maanden cel veroordeeld. De 32-jarige Amerikaanse sprintster kreeg die straf vanwege meineed door een federale rechtbank opgelegd, omdat ze in het verleden had gelogen over haar dopinggebruik. Tevens werd ze veroordeeld voor fraude met een geldcheque. Boven op de celstraf kreeg Jones een proeftijd van twee jaar en een taakstraf van 800 uur opgelegd. Tot aan haar bekentenis in oktober 2007 had ze altijd volgehouden, dat bij de vele tests nooit verboden middelen waren gevonden. Toen ze al in opspraak was geraakt en nog bij de FBK Games in Hengelo van start was gegaan, herhaalde ze dat nogmaals.

### Trouwen en foundation
Op 24 februari 2007 trouwde Jones in North Carolina met sprinter Obadele Thompson, die afkomstig is van Barbados. Thompson won de bronzen medaille op de 100 m tijdens de Spelen van Sydney in 2000. Het koppel heeft samen een zoon (geboren juni 2007) en een dochter (juni 2009).
Jones heeft inmiddels een foundation opgericht, die zich richt op het verbeteren van levens van kinderen door hen te stimuleren in het onderwijs en in de sport. Haar slogan luidt: I race like the wind, but I slow down to care!

### Boek
In 2010 bracht ze een boek uit getiteld "On the Right Track: From Olympic Downfall to Finding Forgiveness and the Strength to Overcome and Succeed" uitgegeven door Simon & Schuster.

## Titels
- Wereldkampioene 100 m - 1997, 1999
- Wereldkampioene 200 m - 2001
- Wereldkampioene 4 x 100 m - 1997
- Amerikaans kampioene 100 m - 1997, 1998, 2000, 2002, 2006
- Amerikaans kampioene 200 m - 1998, 1999, 2000, 2001, 2002
- Amerikaans kampioene verspringen - 1997, 1998, 2000, 2004

## Wereldrecords
| Wereldrecord    | Tijd    | Datum            | Plaats       |
| --------------- | ------- | ---------------- | ------------ |
| 4 x 200 m       | 1.27,46 | 29 april 2000    | Philadelphia |
| 100 m (<23 jr.) | 10,76 s | 22 augustus 1997 | Brussel      |
| 200 m (jeugd)   | 22,58 s | 28 juni 1992     | New Orleans  |

## Persoonlijke records
Outdoor
| Onderdeel   | Prestatie          | Datum             | Plaats       |
| ----------- | ------------------ | ----------------- | ------------ |
| 100 m       | 10,65 s (+1,1 m/s) | 12 september 1998 | Johannesburg |
| 200 m       | 21,62 s (-0,2 m/s) | 11 september 1998 | Johannesburg |
| 300 m       | 35,68 s            | 22 april 2001     | Walnut       |
| 400 m       | 49,59 s            | 16 april 2000     | Walnut       |
| verspringen | 7,31 m (+1,9 m/s)  | 31 mei 1998       | Eugene       |

Indoor
| Onderdeel | Prestatie      | Datum        | Plaats   |
| --------- | -------------- | ------------ | -------- |
| 60 m      | 6,95 s (ex-AR) | 7 maart 1998 | Maebashi |

## Palmares

### 100 m
Kampioenschappen
- 1992: 5e WJK - 11,58 s
- 1997:  WK - 10,83 s
- 1998:  Wereldbeker - 10,65 s (te hoog)
- 1998:  Goodwill Games - 10,90 s
- 1998:  IAAF Grand Prix - 10,83 s
- 1999:  WK - 10,70 s
- 2000: DSQ IAAF Grand Prix - 11,00 s
- 2000: DSQ OS - 10,75 s
- 2001: DSQ WK - 10,85 s
- 2001: DSQ Goodwill Games - 10,84 s
- 2002: DSQ Wereldbeker - 10,90 s
- 2002: DSQ IAAF Grand Prix - 10,88 s

Golden League-overwinningen
- 1998: Bislett Games – 10,82 s
- 1998: Golden Gala – 10,75 s
- 1998: Herculis – 10,72 s
- 1998: Weltklasse Zürich – 10,77 s
- 1998: Memorial Van Damme – 10,80 s
- 1998: ISTAF – 10,81 s
- 2000: Golden Gala – 10,91 s
- 2000: Weltklasse Zürich – 10,95 s
- 2000: Memorial Van Damme – 10,83 s
- 2000: ISTAF – 10,78 s

### 200 m
Kampioenschappen
- 1997:  IAAF Grand Prix - 21,84 s (te veel wind)
- 1998:  Wereldbeker - 21,65 s (te hoog)
- 1998:  Goodwill Games - 21,80 s
- 2000: DSQ OS - 21,84 s
- 2001: DSQ WK - 22,39 s

Golden League-overwinningen
- 1999: Bislett Games – 22,22 s
- 1999: Golden Gala – 22,19 s
- 1999: Meeting Gaz de France – 21,99 s
- 1999: Herculis – 22,15 s
- 1999: Weltklasse Zürich – 22,10 s

### verspringen
Kampioenschappen
- 1997: 10e WK - 6,63 m
- 1998:  IAAF Grand Prix - 7,13 m (te veel wind)
- 1998:  Wereldbeker - 7,00 m (te hoog)
- 1999:  WK - 6,83 m
- 2000: DSQ OS - 6,92 m

Golden League-overwinningen
- 1998: Golden Gala – 7,23 m
- 1998: Weltklasse Zürich – 7,31 m
- 2000: Weltklasse Zürich – 6,93 m

### 4 x 100 m estafette
- 1997:  WK
- 2000: DQ OS
- 2001: DQ WK

### 4 x 400 m estafette
- 2000: DQ OS

## Onderscheidingen
- IAAF-atlete van het jaar - 1997, 1998, 2000
- Jesse Owens Award - 1997, 1998, 2002
- Laureus World Sports Award - 2000

1983 Marlies Göhr ·
1987 Silke Gladisch ·
1991 Katrin Krabbe ·
1993 Gail Devers ·
1995 Gwen Torrence ·
1997 Marion Jones ·
1999 Marion Jones ·
2001 Zjanna Block ·
2003 Torri Edwards ·
2005 Lauryn Williams ·
2007 Veronica Campbell-Brown ·
2009 Shelly-Ann Fraser-Pryce ·
2011 Carmelita Jeter ·
2013 Shelly-Ann Fraser-Pryce ·
2015 Shelly-Ann Fraser-Pryce ·
2017 Tori Bowie ·
2019 Shelly-Ann Fraser-Pryce · 
2022 Shelly-Ann Fraser-Pryce · 
2023 Sha'Carri Richardson
1983 Gladisch, Koch, Auerswald, Göhr · 
1987 Brown, Williams, Griffith-Joyner, Marshall · 
1991 Duhaney, Cuthbert, McDonald, Ottey · 
1993 Bogoslovskaja, Maltsjoegina, Voronova, Privalova · 
1995 Mondie-Milner, Guidry-White, Gaines, Torrence · 
1997 Gaines, Jones, Miller, Devers · 
1999 Fynes, Sturrup, Davis-Thompson, Ferguson · 
2001 Paschke, G. Rockmeier, B. Rockmeier, Wagner · 
2003 Girard, Hurtis-Houairi, Félix, Arron · 
2005 Daigle, Lee, Barber, Williams · 
2007 Williams, Felix, Barber, Edwards · 
2009 Facey, Fraser, Bailey, Stewart · 
2011 Knight, Felix, Myers, Jeter · 
2013 Russell, Stewart, Calvert, Fraser-Pryce · 
2015 Campbell-Brown, Morrison, Thompson, Fraser-Pryce · 
2017 Brown, Felix, Akinosun, Bowie · 
2019 Whyte, Fraser-Pryce, Smith, Jackson · 
2022 Jefferson, Steiner, Prandini, Terry · 
2023 Davis, Terry, Thomas, Richardson
Mannen: 2000: Tiger Woods · 2001: Tiger Woods · 2002: Michael Schumacher · 2003: Lance Armstrong · 2004: Michael Schumacher · 2005: Roger Federer · 2006: Roger Federer · 2007: Roger Federer · 2008: Roger Federer · 2009: Usain Bolt · 2010: Usain Bolt · 2011: Rafael Nadal · 2012: Novak Djokovic · 2013: Usain Bolt · 2014: Sebastian Vettel · 2015: Novak Djokovic · 2016: Usain Bolt · 2017: Novak Djokovic · 2018: Roger Federer · 2018: Novak Djokovic · 2020: Lewis Hamilton en Lionel Messi · 2021: Rafael Nadal · 2022: Max Verstappen · 2023: Lionel Messi

Vrouwen: 2000: Marion Jones · 2001: Cathy Freeman · 2002: Jennifer Capriati · 2003: Serena Williams · 2004: Annika Sörenstam · 2005: Kelly Holmes · 2006: Janica Kostelić · 2007: Jelena Isinbajeva · 2008: Justine Henin · 2009: Jelena Isinbajeva · 2010: Serena Williams · 2011: Lindsey Vonn · 2012: Vivian Cheruiyot · 2013: Jessica Ennis · 2014: Missy Franklin · 2015: Genzebe Dibaba · 2016: Serena Williams · 2017: Simone Biles · 2018: Serena Williams · 2019: Simone Biles · 2020: Simone Biles · 2021: Naomi Osaka · 2022: Elaine Thompson-Herah · 2023: Shelly-Ann Fraser-Pryce
- Gemeinsame Normdatei: 1080500421
- World Athletics: 14313964
- International Standard Name Identifier: 0000 0000 4519 4890
- Library of Congress Control Number: n99022695
- Nationale Bibliotheek van Letland: 000350642
- SNAC: w6pv9tzj
- Virtual International Authority File: 4262157
- WorldCat: E39PBJhMkcBDP6KTKMXdgKmcfq